# 硫磺岛战役
硫磺島戰役（英語：Battle of Iwo Jima）是第二次世界大戰太平洋戰爭中美國與日本間爆發的一場戰役，自1945年2月19日戰鬥至3月26日。硫磺島戰役是太平洋戰爭中較激烈的戰鬥，期間日本堅守硫磺島，美軍最終還是攻下了硫磺島，戰役中美軍共陣亡6,821人，負傷21,865人，而日軍1,083人被俘，22,703人陣亡。
硫磺島戰役除了其戰鬥艱苦而成為著名的戰鬥外，還有美軍攝影師拍下了其士兵於該島的折缽山上豎起了星條旗的場景，這張照片廣為流傳，成為了繪畫、雕塑和郵票的圖案，也令該戰鬥有別於其他太平洋的島嶼登陸戰。
這一戰役引起爭議，退休的海軍作戰部長威廉-普拉特（William V. Pratt）說，該島對陸軍而言沒有建置基地的價值，對海軍的艦隊而言也一樣，根本無法在島上建設基地。戰後硫磺島於1968年6月26日回歸日本。
該島後來成為美國與日本之間友誼的見證，兩國每年於該島紀念雙方犧牲的戰士。 2021年美國海軍陸戰隊第3遠征軍畢爾曼司令在紀念儀式上稱：“我們永遠不會忘記兩國最強大和最優秀的年輕戰士的犧牲。”

## 背景

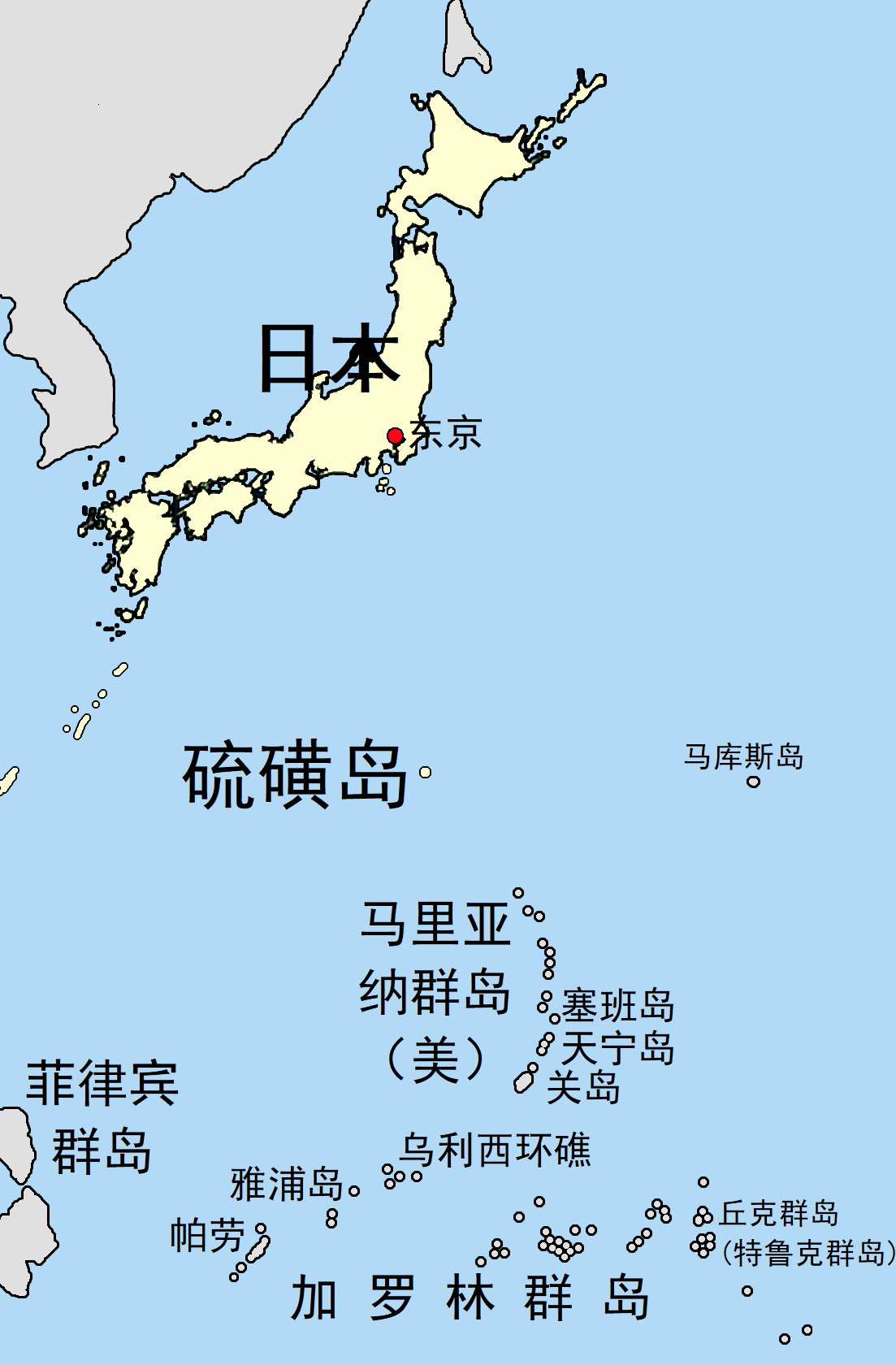
硫磺島的位置

硫磺島是日本南方距離東京1080公里的火山島，呈東北、西南走向，長8公里，北部最寬處為4公里，東南部最窄只有800米。地理上隸屬小笠原群島的一部分。往南1,130公里是關島。島上大部分由松軟的火山灰土壤構成，保水性不佳，飲用水主要靠收集雨水為主；戰爭爆發前約有1千人左右的平民在島上以採掘硫磺或種植秀貴甘蔗為業。
1941年12月日美開戰時，小笠原群島中只有父島有駐軍；硫磺島的地位是在開戰後才逐漸提高，日軍駐島最早的原因為鞏固往南太平洋的空中航線，因此由日本帝國海軍派兵在島上開設機場。第一座機場（千鳥機場）位於摺鉢山東北方約2公里處，駐有20架軍機和1500位相關人員；此外還有電台、氣象站等輔助設施。
在經過美軍收復馬紹爾群島，以及在1944年1月，對加羅林群島的楚克發動毀滅性的空中打擊後，日軍高層開始重新評估情勢。所有的跡象顯示，美軍將會進擊至加羅林和馬裡亞納群島。為抵禦美軍的行動，帝國陸軍與日本海軍欲建立一個環形防衛圈「絕對國防圈」，從加羅林至馬裡亞納向北延伸到硫磺島，再到日本本土；以及從加羅林群島、馬裡亞納群島向西延伸到帛琉群島、菲律賓。
1944年3月，日軍由小畑英良中將指揮的第31軍進駐了此防線內，以父島作為軍部駐地。在美軍攻下馬裡亞納群島後，美軍開始頻繁派出轟炸機轟炸日本本土，硫磺島成為向日本本土發出預警的基地，這讓日本人得以做出更多防空措施。
在雷伊泰島戰役之後，硫磺島成為戰略上的重點：日軍戰鬥機利用硫磺島作為軍用機場，反擊美軍的B29轟炸機；且日本海軍也利用該島作為必要時的補給點。更有甚者，日軍於1944年11月-1945年1月，發動了對馬里亞納群島的空襲。美軍認為，若能奪下硫磺島即可消除這一威脅，並為日後登陸日本的行動做出準備；且B29轟炸機執行轟炸日本本土的任務時，距離過長且其需要戰鬥機的護航，而該島可做為P-51戰鬥機的基地，提供護航的功能。
美軍搶佔硫磺島主要基於以下原因：
- 消除日軍對美國轟炸機的預警能力
- 消除日軍在硫磺島附近對美軍造成的隱患
- 消滅硫磺島上的日軍，減少轟炸機經過這裡的損失
- 為轟炸日本本土後受傷的飛機提供臨時著陸場
- 為航程較短的護航戰斗機提供補給
- 打開進攻日本本土的門戶，消除後顧之憂

美軍很有自信的認為，只需一個禮拜就能奪下硫磺島。美軍並沒有注意到日軍正在構築複雜且深入的防線：日軍徹底放棄在過去慣用的，於灘頭迎擊美軍的戰術。日軍成功的準備讓美軍在戰後發現，多達數百噸的炸彈，多達上千輪的海軍重砲射擊，幾乎沒有給日軍帶來任何殺傷。

## 日本战备

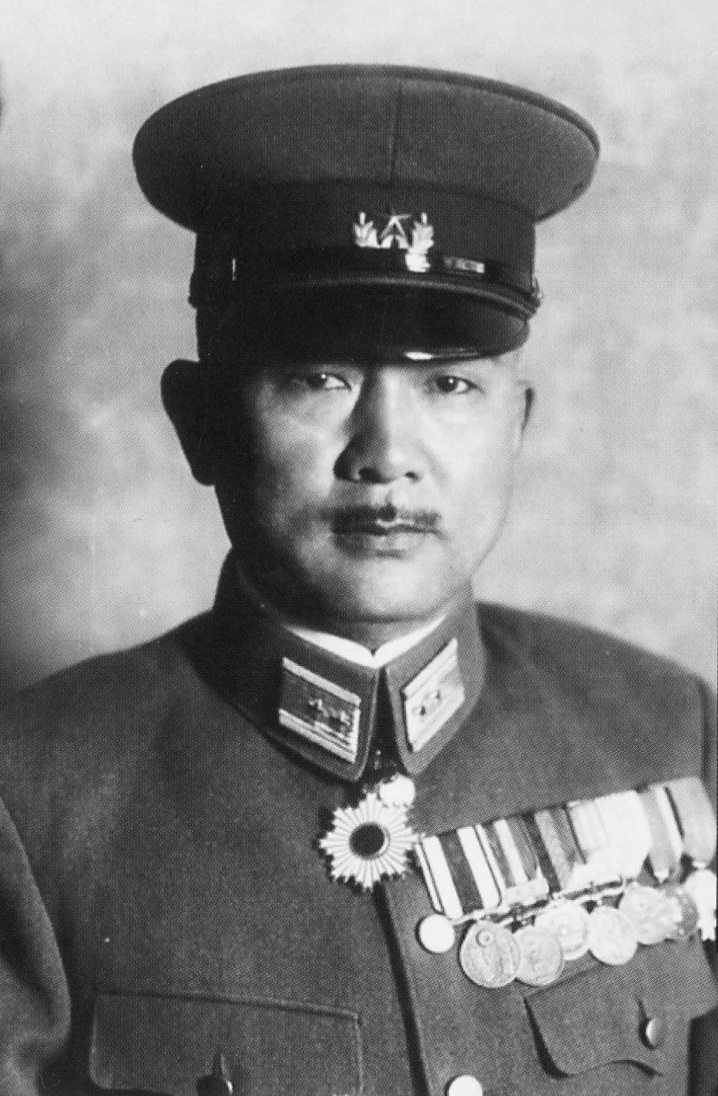
日军指挥官栗林忠道

当美军占领马绍尔群岛后，日军加强了硫磺島的军事力量，在硫磺岛上的军事力量达到5,000人，13门火炮，200挺轻重机枪，4,551枝步槍，12架高射炮，30挺25毫米双管高射机炮，此外防禦工事还有120毫米口径的火炮。
1944年6月，栗林忠道被任命為負責硫磺島防禦的指揮官。栗林知道日軍不可能贏得戰鬥，但他仍希望日軍可以盡可能地給美軍帶來大量傷亡，以拖延美軍與英軍對日本本土的進攻。栗林忠道中将借鉴日軍在貝里琉戰役的戰術，以及塞班岛戰役日军反登陆战3天内损失3万人的战例后，主张对美军抢滩采取不抵抗战术。直到美军先头部队进入陆地500米再发起反击，利用隐蔽工事近距离地大量杀伤美军有生力量。
因此，他設計了一道打破日軍過去慣例的戰術：放棄在海灘上建立阻止美軍登陸的防線，而是建立一套由重型機關槍、火炮、迫擊砲、地雷所組成的，堅固的，可互相支援的縱深防禦。西竹一的坦克被改造成偽裝起來的火炮。粟林將折缽山視為島內主要的據點，他下令將折缽山打造成一個巨大的要塞：要塞內部有多條通道、碉堡、地堡彼此相連。要塞內四通八達的通道，方便日軍在戰時可以重新佔領碉堡和地堡。有的地堡深度高達90呎並被多條來自不同方向的通道連接。除此之外，還有大約500桶的水、煤油、汽油被儲存於要塞內，以做為地底下無線電與照明的燃料。
除了該要塞外，当地的火山灰和水泥混合可以成为非常良好的混凝土，日军計劃用此建成许多非常坚固的地下工事，为了防止人员被围困，每个工事都有许多出口，四通八达，通风良好，大的暗堡甚至可以容下300到400人。日军还准备建成27,000公尺的地下通道，连接所有的地下工事。
另外，日軍計劃將數百門火砲、迫擊砲以及地雷布置在整座島上；這包含了九八式臼砲以及火箭彈。
1944年6月，硫磺岛上还驻有80架战斗机，但到了7月仅剩下4架，美国海军到达硫磺岛目视范围内，并用一次全面的轰炸炸毁了硫磺岛上所有的建筑物和仅存的4架飞机。但美军尚没有对丧失了海空支持的硫磺岛展开攻击。而日本則只餘下地面部隊能使用。
1944年7月底，日军将所有非战斗人员撤出硫磺岛，修建了地下工事，将主要火力集中到山脚，射程覆盖到滩头。从父岛调来5,000人、从塞班撤回2,700人都集中到硫磺岛，到8月，已经达到12,700人。后来又来了1,233名海军工兵修建工事。8月10日，2,216名海军到达。
同时日军向硫磺岛调送武器，虽然许多运送船只被美军击沉，但到了1944年末，日军仍然成功运送了許多武器到硫磺岛上，包括361门75毫米（或更大）口径的火炮，12门320毫米口径的迫击炮，65门150毫米中型迫击炮和81毫米口径的轻型迫击炮，33门80毫米口径的海军炮（naval guns），94门75毫米（或更大）口径的高射炮，69门37毫米和47毫米口径的反坦克炮，200挺20到25毫米口径的高射机枪，70门火箭炮，带着从90公斤射程为2-3公里到250公斤射程为7公里以上的火箭弹。
駐紮在朝鮮釜山的第26战车联队28辆坦克和600士兵向硫磺岛进发，虽然中途受到美国潜艇USS Cobia（SS-245）的魚雷袭击，仍然有22辆坦克到达，安置到战略要点，半埋在土中，以防止空袭。
虽然受到美国舰艇的拦截，日军仍然源源不断地向岛上运送，到了1945年2月，岛上总兵力已经达到23,000人（包括海陸兩軍），食品储备足够坚持四個月，然而彈藥量卻不足，一個師僅有標準量的百分之60。
在1945年2月19日，美军登陆时，已经完成了18,000公尺。要塞內包含大量的指揮所和營房，深度達75呎。地道能讓日軍得以在不被偵查到的情況下，被調動到各個位置。

## 战斗序列

### 美军
- 硫磺島派遣军
  - 第51特遣队
  - 第53特遣队
  - 第54特遣队
  - 第58特遣队
  - 第56特遣队
第5兩棲軍（英语：V Amphibious Corps）（总兵力61,000名）
第3海军陆战师（第9（英语：9th Marine Regiment (United states)）、21团（英语：21st Marine Regiment (United States)）、第12炮兵团（英语：12th Marine Regiment (United States)）、第3坦克营）
第4海军陆战师（英语：4th Marine Division (United States)）（第23（英语：23rd Marine Regiment (United States)）、24（英语：24th Marine Regiment (United States)）、25团（英语：25th Marine Regiment (United States)）、第14炮兵团（英语：14th Marine Regiment (United States)）、第4坦克营）
第5海军陆战师（英语：5th Marine Division (United States)）（第26（英语：26th Marine Regiment (United States)）、27（英语：27th Marine Regiment (United States)）、28团（英语：28th Marine Regiment (United States)）、第13炮兵团（英语：13th Marine Regiment (United States)）、第5坦克营）

### 日军
- 陆军 （总兵力 13,586名）
  - 小笠原兵团（兵团长：栗林忠道 中将，兼任第109師團長）
    - 第109師團（師团長：栗林忠道 中将、参谋长：高石正 大佐、师团司令部附：大须贺应 少将）

混成第2旅团 （旅团長：千田贞季 少将、旅团司令部附：厚地兼彦 大佐、旅团司令部附：堀静一 大佐）
独立歩兵第309大队 （大队长：粟津勝太郎 大尉）
机关枪中队 （中队长：阿部武雄 中尉） - 阿部中队长被俘。
獨立步兵第310大隊 （大队长：岩谷為三郎 少佐）
獨立步兵第311大隊 （大队长：辰己祭夫 少佐）
獨立步兵第312大隊 （大队长：長田謙次郎 大尉）
獨立步兵第313大隊
獨立步兵第314大隊 （大队长：伯田義信 少佐）
旅团炮兵隊 （队长：街道长作 大佐）
旅團工兵隊 （队长：大塚家一郎 中尉）
旅團通信隊 （队长：小園二三夫 大尉）
旅团野战病院 （病院长：野口岩 軍醫大尉） - 4月16日投降。
  - 步兵第145聯隊 （聯队长：池田增雄 大佐）
  - 战车第26聯队 （聯队长：西竹一 中佐）
  - 獨立混成第17聯隊 （聯队长：飯田雄亮 大佐）
- 海军 （总兵力 7,347名）
  - 小笠原兵团

  - 第27航空戰隊 （司令：市丸利之助 少将）
  - 硫磺岛警备队 （司令：井上左马二 大佐）
  - 海军乙航空队
  - 第204设营队大队

## 作战经过

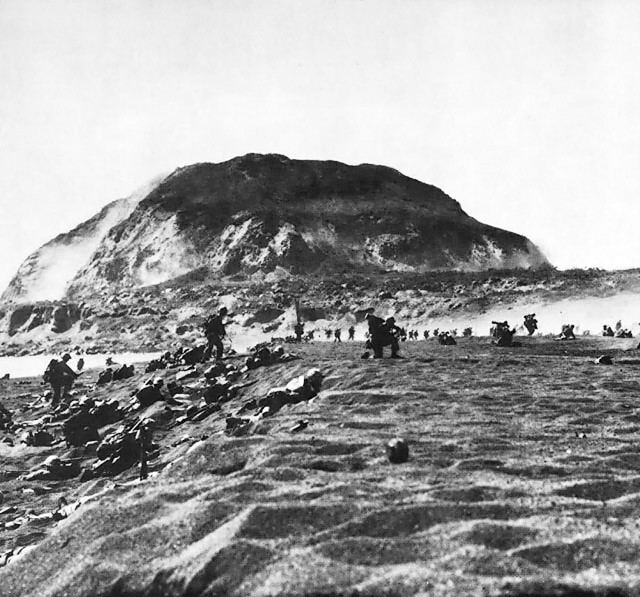
美軍進攻硫磺島

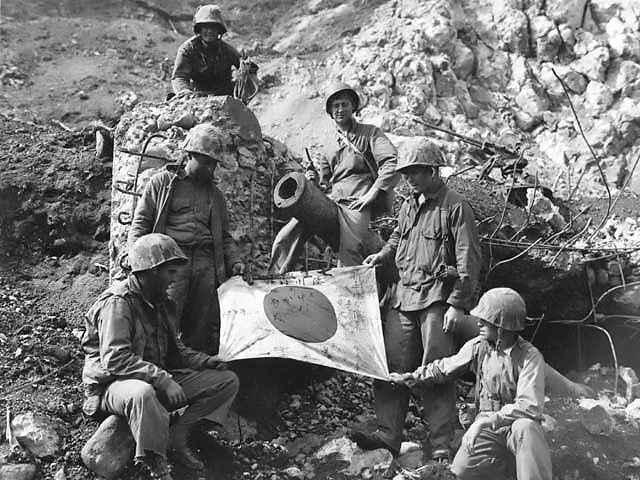
最終攻下日軍堡壘的美國海軍陸戰隊士兵在觀看日本國旗

### 前期准备
早在1944年10月7日，美軍已經計劃攻佔硫磺島，作為轟炸日本本土的空軍基地，投入總兵力達7萬人。
12月13日，日軍海軍偵察機發現有170艘美軍戰艦向硫磺島駛來，日軍已經作好準備。他們的戰術方針是，在美軍登陸時不暴露任何火力，直到美軍進入內地500米時，集中所有火力消滅灘頭的美軍有生力量。
自1944年12月8日，美國派出马里亚纳起飞的B-24轟炸機连续4天對硫磺島進行轟炸，投擲了800噸炸彈，這年底幾乎每天晚上美軍都會對硫磺島進行轟炸，虽然击沉日军数艘运输船，但沒有對其地下工事造成嚴重傷害。
1945年1月2日，轟炸機集中對其機場進行轟炸，日軍調集11輛卡車，2輛推土機，600人對機場搶險修復，2,000人去填彈坑，平均每個彈坑有50人填，僅用了12小時就修復了機場。
1945年2月16日，美軍開始對硫磺島進行三天的集中轟炸。

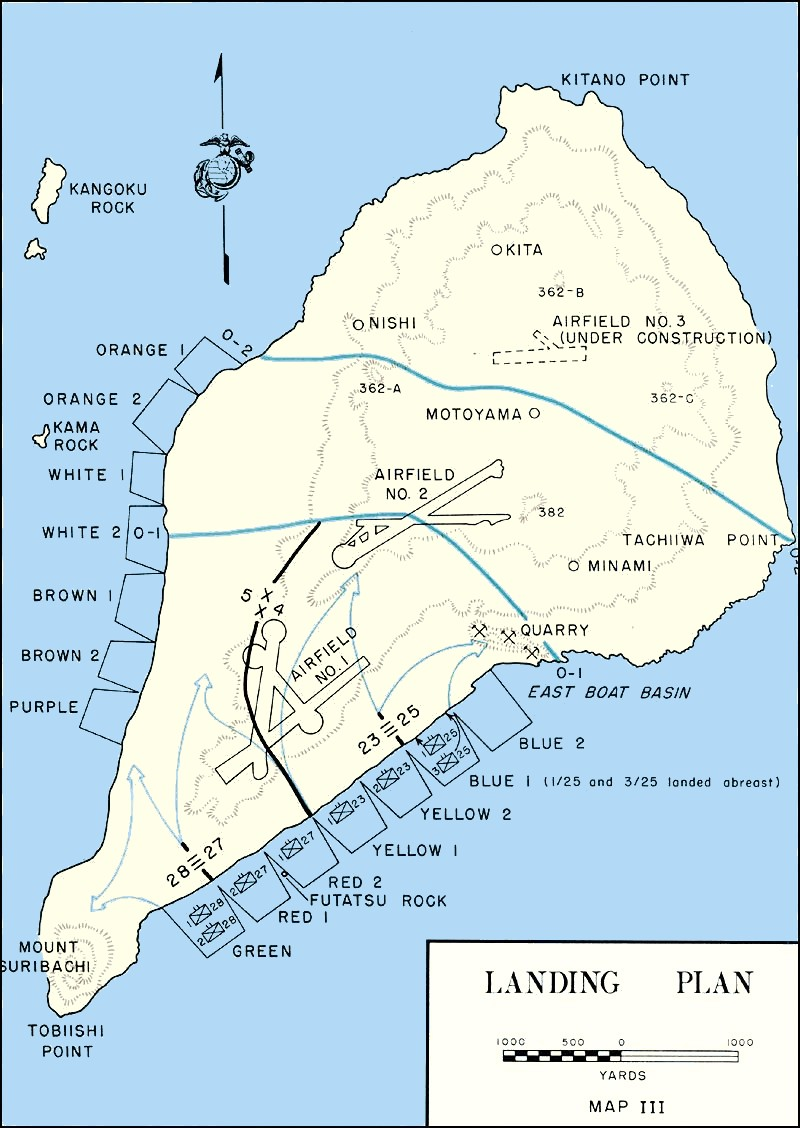
美军作战计划

### 抢滩
1945年2月15日美军向硫磺岛海域聚集，6艘老式战列舰加5艘巡洋舰在侦查机的校准下炮击岛上表面阵地。同时派出12艘登陆艇佯动接近东海岸，摺鉢山上的日军炮击导致9艘失去移动能力，3艘重伤。这同时暴露了日军重炮的位置，战列舰内华达发射的重磅炮弹摧毁了这些重炮。
2月19日，
02:00，美軍開始進攻，100架轟炸機先進行轟炸。
06:40，炮艦火力跟上。
08:05，由于报告战果不理想120架B29开始第二轮轰炸。
08:25，至09:00舰炮持续炮击。此时登陆艇在海面转圈航行让守军无法知道登陆的确切时间。
09:00，由第5海军陆战师组成的第一波3萬人開始登陸。日军按照预先部署没有立即对滩头的美军发起攻击。
然而位於珍珠港的高層誤判了局勢，他們以為登陸行動進展順利。事實上，海軍陸戰隊在穿越海灘後，要面對的是15呎高，由火山灰組成的斜坡。這火山灰無法讓美軍隱藏他們的行動且無法構築散兵坑來保護自己。但這些火山灰也能吸收部份來自日軍火炮的破片殺傷。
海軍陸戰隊登陸後，島上日軍回應的稀缺，讓美國海軍指揮官們以為他們的砲擊已經成功壓制了日軍，於是他們下令海軍陸戰隊開始擴大在海灘的陣地。然而，在一片沉默中，海軍陸戰隊開始舉步維艱，完全沒有察覺他們正曝露在日軍的火力之下。在美軍登陸一個小時後，栗林下令日軍開火。
10:00，日军從機槍、迫擊砲到重型火砲同時向人潮擁擠的海灘開火，頓時間海灘成了一片血海；美军第24，25团死伤25%，第一波上陆的56辆坦克半数损失。
折缽山的日軍，將他們用來隱藏重型火砲的鋼門打開並開火，並立刻關上以防止來自海軍陸戰隊與美國海軍的砲擊。這讓美軍難以摧毀這些火砲。對美軍更糟的是，地堡被密集的通道相連，所以即使地堡被火焰噴射器、手榴彈清除乾淨，日軍仍然可以快速地重新佔領。這個戰術造成海軍陸戰隊大量的傷亡，當他們從被重新佔領的地堡後方經過時，就會遭受意外的砲火攻擊。
傍晚，美军已將山頭包圍，其餘4萬人也開始登陸。当晚，海軍陸戰隊以為日軍將會發動萬歲衝鋒，就像是塞班島戰役一樣。然而，栗林將軍已嚴格禁止這樣的衝鋒，因為他認為根本沒用。取而代之的是小规模袭扰滩头的美军。
当日美军死亡548人，包括二次大戰中唯一同時獲得榮譽勳章及海軍十字勳章的海軍陸戰師傳奇人物：美國第1海軍陸戰師機槍分隊隊長約翰·巴西隆（John Basilone）槍砲。他在硫磺島戰役爆發前不久才調往第5海軍陸戰師第27團1營C連機槍小隊長。另外受伤共1755人。

### 夺取摺鉢山
20日，美军留下28团进攻摺鉢山。其他三个团向元山方向进击。黄昏时占领千鸟机场。切断摺鉢山同岛中央栗林中将指挥部的联系。摺鉢山独立守备队由日军第312大队和速射炮第10大队组成。日军防守顽强寸土必争，美军用火焰噴射器和手榴彈進攻地堡，摺鉢山独立守备队队长厚地兼彦大佐战死。
21日，后备队第3海军陆战师登陆。日军32架飞机从千叶县香取基地起飞对美军展开敢死攻击。击伤美军航母萨拉托加號，击沉护航航母俾斯麥海號。美军当日死亡644人，伤4,108人，失踪560人。
22日，由于战斗减员严重，第3海军陆战师接替第4海军陆战师继续进攻元山。摺鉢山方面还在山脚处于胶着状态。美军用火焰噴射器逐次消灭坑道中的日军，无法烧到的情况用黄磷弹或者灌入汽油点燃熏烤。
23日早上10点15分第5海军陆战师第28團第2營终于登上摺鉢山插上星条旗。12点15分又换了一面更大的旗帜，这就是隨軍記者喬·羅森塔爾（Joe Rosenthal）拍下了著名的《美軍士兵在硫磺島豎起國旗》的照片，後來這幅照片成為許多雕塑和繪畫作品的原型。在華盛頓市外的阿靈頓縣依照這張照片做的雕塑成為紀念美國海軍陸戰隊的紀念碑。

### 元山附近的战斗
24日至26日美军占领摺鉢山后集中力量以每小时10米的速度向元山机场推进。日军使用战车26联队防守。26日黄昏美军占领元山机场，至此日军死伤过半，弹药只剩原来的1/3。
同日美军工兵修复千鸟机场可供侦察机起降。3月初机场基本上完成修复。3月4日，一架轰炸东京后受伤的B29在两军的炮火下首次着陆成功。
日军在元山的正面由千田少将率领混成第2旅团防守，美军称其为“绞肉机”。3月5日栗林中将把指挥部从中部撤往北部。
3月6日，第一架P-51戰鬥機在硫磺岛降落。
3月7日，拂晓美军发起突击切断北部和东部的联系。

### 结局
3月16日18時，美军宣布硫磺岛之战胜利(登陸後第25天)。
败局已定，栗林中将命令步兵第145聯队长池田大佐烧毁军旗，并于3月16日向东京大本营发出诀别电：（面对数量和质素占优的陆海空攻击，卑职已尽全力，然现在险要尽落敌手，卑职万分抱歉）。
3月17日，美军到达最北端的北之鼻，同日栗林晋升大将并发出最后一次命令。
3月21日，美軍摧毀了日軍的指揮所；同日，日军大本营发布硫磺岛日军玉碎的报告：（战局已经到了最后的关头，17日午夜最高指挥官胸怀必胜的信念和对皇国安泰的祝福率领全军向敌人发起冲锋，随后音讯皆无，硫磺岛守备部队的玉碎壮举，必将成为一亿国民的典范）
3月24日，海軍陸戰隊將硫磺島北部剩下的洞穴都封閉。
3月25日晚上，栗林大将、市丸少将率领剩余的数百名士兵向美军航空兵营地作了最後一次反擊。造成美军53人死亡，120人受伤。這是栗林最後的行動，此外日軍軍官們則切腹自殺，就像是塞班島戰役、沖繩戰役一樣，不過硫磺岛之战中比較不一樣的是日軍並沒有進行主動進行自殺衝鋒，多數士兵是在美軍的強攻下堅守崗位直到戰死。至此日军全军覆灭再也没有组织的抵抗。由于栗林大将冲锋前扯去了军衔章，因此无法确认尸体。从市丸少将尸体上发现了写给罗斯福的遗书。早上9點，硫磺島被正式宣布肅清。
由於無法獲得任何的支援，日軍在硫磺島誓死抵抗，其中23,786人戰死，1,083人被俘。美軍傷亡26,000人，其中戰死6,821人。27人獲得榮譽勳章，超過了美國海軍陸戰隊在第二次世界大戰中獲得榮譽勳章總數的1/4。敵對雙方都承受了很大的傷亡，零散日軍仍然在繼續抵抗，直到3月26日，硫磺島才完全由美軍控制。
戰後雙方都以硫磺島戰役為題材拍了多部電影，寫了多部書。美國海軍上將尼米茲說：「對於在硫磺島作戰的人來說，不尋常的勇氣是普遍的美德」。

## 影响
前述由于硫磺岛重要的地理位置，对此后美军的军事行动產生巨大的作用。轰炸机在护航战斗机的保护下可以在中低空轰炸日本本土的城市，大大提高了攻击效率。夺取硫磺岛之后，美军迅速组织了东京大轰炸（3月10日），名古屋大空襲（3月12日）和大阪大空襲（3月13日），有效破壞了日本的軍需工業以及民生。至战争结束为止共有2251架受伤的B29在硫磺岛降落。美军以牺牲6,800人，伤2万2千人的代价拯救了约2万5千名B29机组成员的性命，光这一点也是相当伟大的胜利。此外，美军在硫磺岛战役中的巨大伤亡也间接促成了美军最终向日本投掷原子弹的决定。

## 後世
此次战斗，美军死亡6,821人，伤21,865人。日军20,933人战死20,139人。至2008年3月日军收集遺骨8,638名。戰爭至今仍有1.2萬具遺骨尚未得到收殓。收殓主要由战殁者遗属进行，但老齡化使收殓人手嚴重不足，為此，日本厚生勞動省自2011年7月上旬起在其主頁進行志願者招募的工作，8月底起首批志願者加入到收殓的工作當中。每年厚生劳动省会派遣4次收容团，每次仅能收敛个位数的遗骨。这一工作预期将持续至2024年。
有两名日军士兵，山蔭光福兵长和松戶利喜夫上等水兵坚持到1949年方才投降。四年间，他们躲藏在硫磺岛航空基地附近的防空壕内，靠螃蟹、老鼠和盗窃美军的粮食维生。由于厌倦东躲西藏的生活，他们于1949年1月6日向美军投降，遣送回日本。1951年5月，山蔭光福回到硫磺岛，试图找回当年埋藏的日记以撰写回忆录，却找寻无果，绝望中从摺鉢山上投海自杀。他的日记于1968年硫磺島航空基地扩建施工中被偶然发现。

### 相關作品
- 《硫磺島浴血戰》（Sands of Iwo Jima，1949年）
- The Outsider (1961年)：Ira Haynes傳記
- 書本《父辈的旗帜》（Flags of Our Fathers，2000年），及改編自此書的同名電影
- 《來自硫磺島的信》（Letters from Iwo Jima，2006年）
- 《父辈的旗帜》（2006年）
- 《太平洋》（The Pacific，2010年）
- 《十七歲的硫磺島》(2006年)： 生還日軍秋草鶴次著
- 硫磺島 (遊戲)：以本次战役为背景的游戏